# Suhlendorf
Suhlendorf est une municipalité allemande du land de Basse-Saxe, située dans l'arrondissement d'Uelzen. En 2014, elle comptait 2 487 habitants.

## Source
- (de) Cet article est partiellement ou en totalité issu de l’article de Wikipédia en allemand intitulé « Suhlendorf » (voir la liste des auteurs).